# Mosca de Buenos Aires
La Mosca de Buenos Aires fue una goleta corsaria del Virreinato del Río de la Plata durante las Invasiones Inglesas, cuyo propietario fue Mariano Renovales, el capitán Juan Bautista Azopardo y su armador Anselmo Saénz Valiente. Con patente de corso emitida el 17 de noviembre de 1806 por Santiago de Liniers, tenía como misión la vigilancia de la escuadra británica en el Río de la Plata al mando de Sir Home Riggs Popham que esperaba refuerzos de Inglaterra. Artillada con 4 cañones y tripulada por 60 marinos. Su pantente venció el 23 de enero de 1808.

## El alistamiento
Tras la reconquista de Buenos Aires el 12 de agosto de 1806, en la que participaron parte de la tripulación de la fragata corsaria “Dromedario”, dirigidos por su capitán Hipólito Mordeille y el segundo comandante Azopardo, este último se quedó en Buenos Aires, no retornando a Montevideo donde estaba su nave.
Azopardo solicitó a Liniers una patente de corso para hostigar a la escuadra de Popham, naves mercantes de bandera británica y contrabandistas (en su mayoría de aquella bandera).
La estrategia de Azopardo, consistía en alistar un navío de poco calado para poder tener como vía de movilidad sin riesgos la costa sur del río que era de casi imposible tránsito para las naves británicas.
Entre el tipo de nave que fuera la elegida tenemos diferentes versiones entre las obras más destacadas del tema así Mercedes Azopardo en 1961 en la biografía de su bisabuelo refiere a la misma como una goleta mismo tipo que emplean Horacio Rodríguez y Pablo Eusebio Arguindeguy en 1996 en su obra sobre el Corso Rioplatense, siendo Lauracio Destéfani quien pone una suposición en obra sobre que podría haber sido una balandra o sumaca.
Fuentes británicas también se refieren a la nave como goleta (schooner). La tripulación fue constituida por 60 marinos y el armamento 2 cañones de 8 y 2 de 4.

## Captura de las Fragatas María y Diana
El 5 de diciembre de 1806, tras acciones de botes y diálogo entre los capitanes, Azopardo decide tomar como presa a la fragata angloamericana María de Filadelfia. Semanas después captura a la fragata negrera Diana, que transportaba 250 esclavos africanos.

## Captura del Bergantín Sisters
El 11 de febrero de 1807 apoya a la sumaca Belén, al mando de Juan Gutiérrez de la Concha, en la captura del bergantín británico Sisters, que se acercó a la costa de Ensenada en la creencia de que Buenos Aires estaba todavía en manos de las tropas de Beresford.

## Combate en el Río de la Plata
En una de la salidas de la Mosca de Buenos Aires, el 1° de junio de 1807, el bergantín HMS Protector y la goleta británica HMS Staunch, entablaron combate con la nave corsaria. Dada la inferioridad de fuego Azopardo decidió fijar rumbo a la costa sur del río con dirección a Quilmes, donde queda varado intentando salvar el navío. Las naves británicas para evitar encallar en esa zona traicionera del río, deciden bajar cuatro embarcaciones para asaltar al corsario.
Las embarcaciones izaron Bandera Negra, la primera embarcación se logra capturar con un oficial y cinco marineros, y las tres embarcaciones decidieron volver a sus respectivos buques que estaban fondeados fuera del alcance de los cañones de la Mosca de Buenos Aires.
Azopardo organizó en tierra una posición defensiva, una batería, ante un posible contragolpe británico. Cuando volvió la crecida pudieron salir de estar varados y volver a balizas. Los prisioneros fueron remitidos a Buenos Aires y las bajas totales del navío corsario computaron tres marinos.
La versión británica reconoce el fracaso en su intento de capturar a la Mosca de Buenos Aires, aunque adjudica a los botes la toma de una balandra. Los británicos dicen que los botes fueron dos, y que la acción tuvo lugar en cercanías de Punta Gorda, Uruguay.